# Sama sobě
Sama sobě – singel promujący trzecie DVD Ewy Farnej pt. 18 Live.

## Pozycje na listach przebojów
| Lista          | Najwyższa pozycja |
| -------------- | ----------------- |
| Czeskie Top 50 | 15                |
| Radio Top 100  | 61                |